# Figites maritimus
Figites maritimus är en stekelart som beskrevs av Thomson 1862. Figites maritimus ingår i släktet Figites, och familjen glattsteklar. Arten är reproducerande i Sverige.